# Westbourne (West Sussex)
Westbourne – wieś w Anglii, w hrabstwie West Sussex, w dystrykcie Chichester. Leży 11 km na zachód od miasta Chichester i 91 km na południowy zachód od Londynu. W 2001 miejscowość liczyła 2140 mieszkańców.